# Georgia Fowler

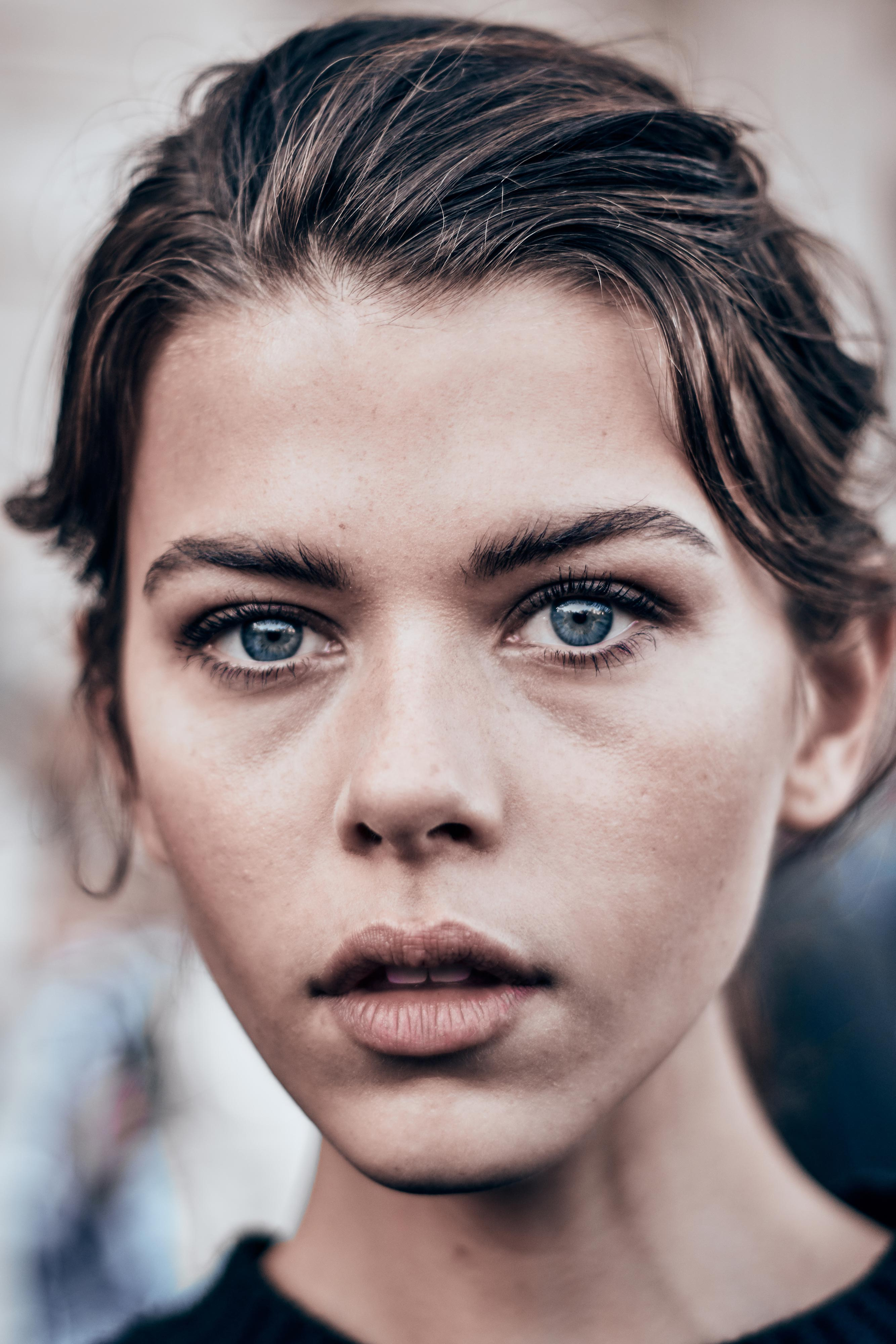
Georgia Fowler

Georgia Fowler (* 17. Juni 1992 in Auckland) ist ein neuseeländisches Model und Moderatorin.
Georgia Fowler ist die Tochter des Golfspielers Peter Fowler. Sie wurde mit 16 Jahren von IMG Models unter Vertrag genommen und zog daraufhin nach New York City. Von 2016 bis 2018 wirkte sie an den Victoria’s Secret Fashion Shows mit. Sie modelte für Chanel, Max Mara und DKNY und war auf Titelblättern der Magazine Harper’s Bazaar und Elle zu sehen.
2018 war sie Moderatorin der neuseeländischen Version der Fashion-Castingshow Project Runway.